# Arciconfraternita Santa Maria Maggiore di Ispica

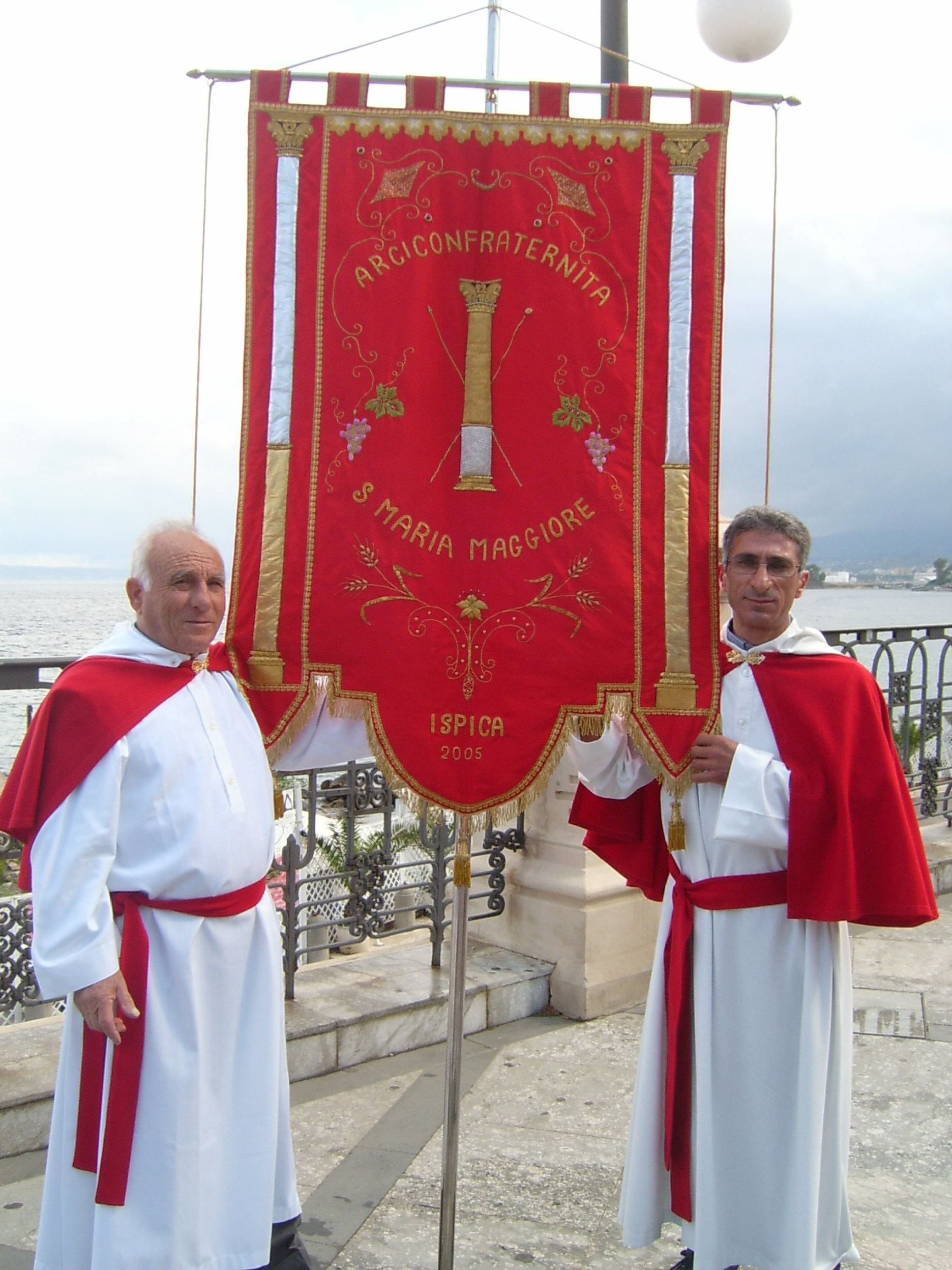
Labaro

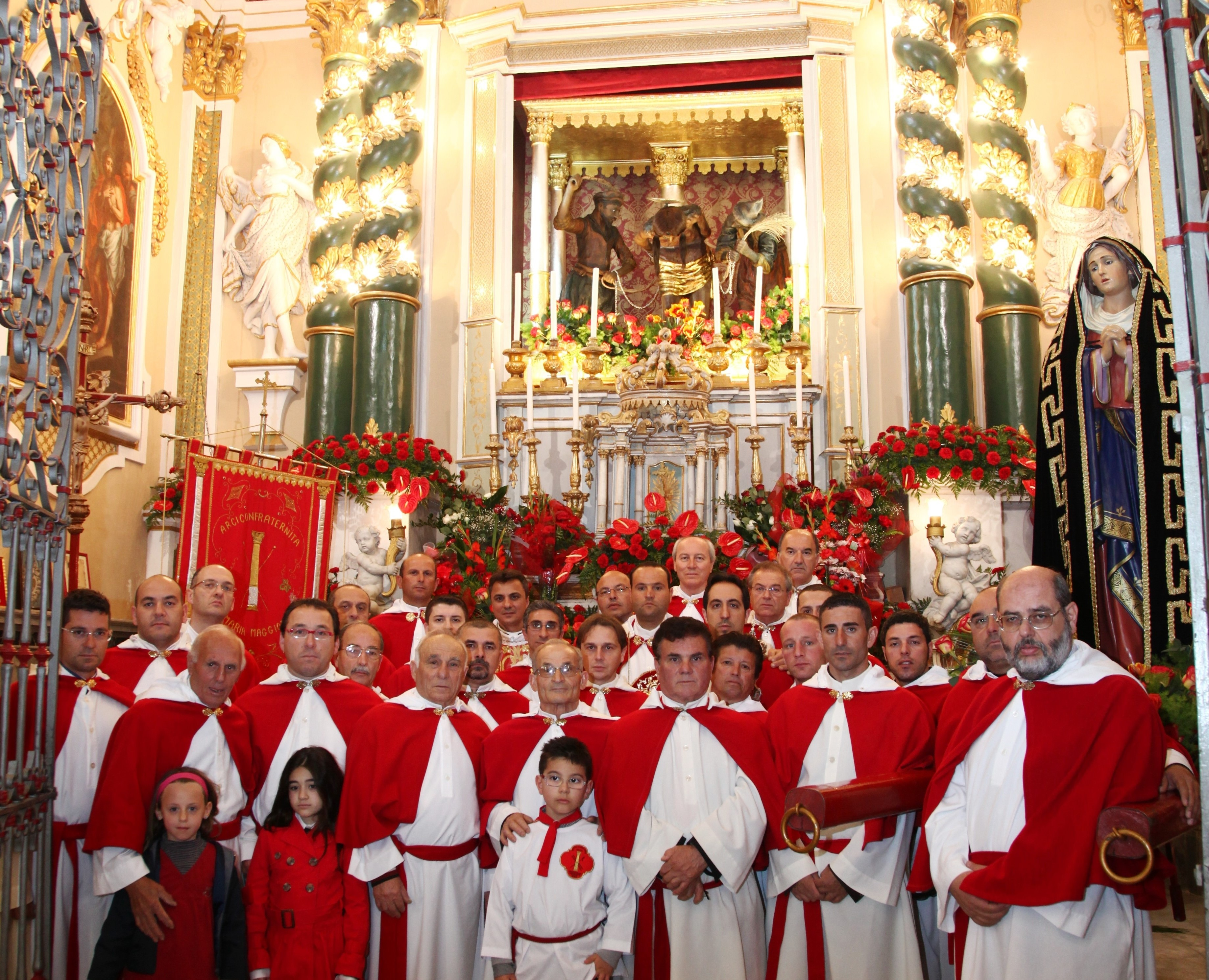
Confrati di S. Maria Maggiore

L'Arciconfraternita Santa Maria Maggiore di Ispica è una confraternita appartenente al culto cattolico, con sede ad Ispica in Provincia di Ragusa.

## Storia
La storia della città di Ispica, in origine Spaccaforno, è intrecciata con la storia e le vicende della chiesa di S. Maria della Cava, della Basilica di S. Maria Maggiore e della sua Arciconfraternita, la quale ha legato la sua esistenza ed il suo patrimonio spirituale alla devozione al Simulacro del SS. Cristo Flagellato Alla Colonna, in origine un antico Crocefisso venerato da San Ilarione presso l'antica Chiesa di Santa Maria della Cava e, dopo il 730 d.C., anno in cui l'imperatore bizantino Leone III Isaurico emanò l'editto per la distruzione delle immagini sacre-Iconoclaste, ricomposto nella statua di Cristo legato alla Colonna.
Scampato miracolosamente al terremoto del 1693, il Simulacro soprannominato U Viecciu (Il Vecchio), venne trasferito nella cappella costruita in breve tempo sul colle Calandra, con le stesse pietre della Chiesa della cava in parte distrutta dal terremoto, dove tuttora viene custodito e venerato, l'attuale Basilica Santa Maria Maggiore, il cui interno è una delle testimonianze più significative della cultura artistica tardobarocca e rococò della Sicilia sudorientale.
La cassa processionale viene portato in solenne processione, rigorosamente a spalla, in occasione del Giovedì Santo.
Resta incerto l'anno di fondazione dell'Arciconfraternita. Secondo l'anonimo autore di un foglio rinvenuto nell'archivio parrocchiale, la confraternita è stata fondata nel XIV secolo. I documenti più antichi sono un legato di maritaggio del 1551 e la visita episcopale del 1554.
Nella relazione dei Rettori in risposta alla richiesta di delucidazioni del Sottintendente di Modica del 1824 è detto che la sua erezione riconosce il suo principio assai prima del 1693; a conferma è citata la visita del 1573. Nella successiva relazione del 1825 è scritto: Eretta nel 1452 col titolo eziandio di Confraternita come lo era l'antica Chiesa di S. M. Maggiore detta la Cava nell'antica Spaccaforno.
Più indietro non si può andare perché i precedenti documenti dell'Archivio Arcivescovile di Siracusa furono distrutti da un incendio del 1522.
Fu merito della Arciconfraternita aver chiamato ad Ispica nel 1762, per pitturare la Chiesa Olivio Sozzi, il cui corpo, rinvenuto sotto il pavimento della Cappella dell'Assunta, venne sistemato in un'urna di vetro e collocato nella cosiddetta Casa della Cera.
È sempre stato è e sarà suo lodevole vanto custodire nei secoli le tradizioni ed il patrimonio di fede e di arte della Chiesa. Nel 1908 la Basilica veniva eretta in Monumento Nazionale, proprio “per le buone pitture di Olivio Sozzi e Vito D'Anna” che la decorano.
Nell'antico statuto, i Confrati dovevano compiere queste opere pie: maritaggio delle donzelle povere, celebrazioni di messe, soccorso ai Confrati indigenti, visita a quelli infermi ed assistenza ai loro funerali, mantenimento decoroso del culto della Chiesa, istruzione ed esercizio negli atti di religione e pietà.

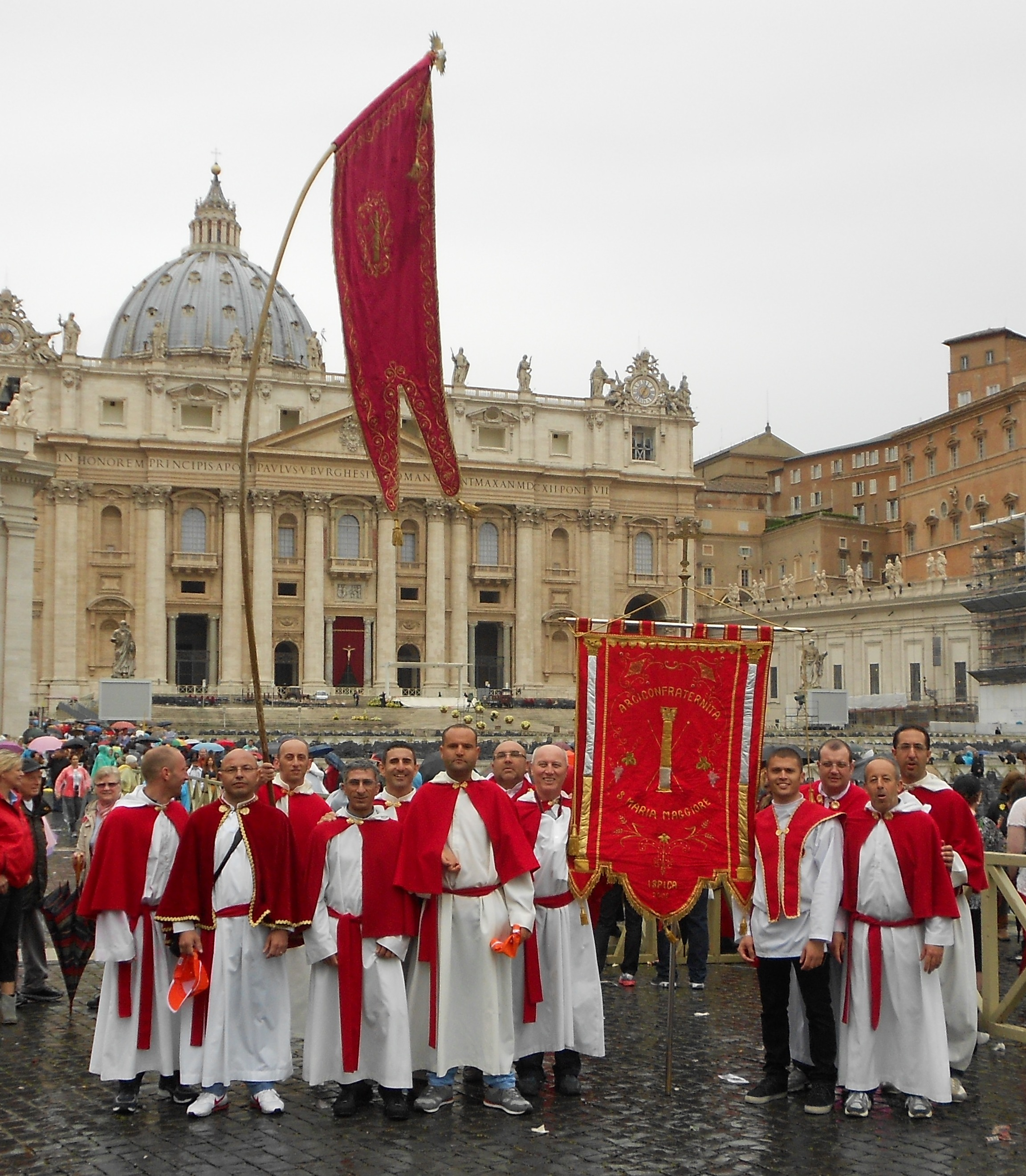
Giornata Mondiale delle Confraternite e della Pietà Popolare 5 maggio 2013

Il 12 febbraio 1651 Monsinior Capobianco, Vescovo di Siracusa istituiva l'Arciconfraternita con scopo di culto.
Con decreto del 1755 Carlo III regolamentava le funzioni e le processioni sacre, imponendo il silenzio durante le processioni. Il 24 dicembre 1783 l'Arciconfraternita fu legalmente costituita con Real Decreto, dato in Palermo dal Viceré di Sicilia Marchese Domenico Caracciolo.
Nel 1827 fu soppressa, ma Ferdinando II di Borbone, con decreto del 1842, accordava il suo beneplacito per la riattivazione della congregazione. Dal 1850 al 1870 la vita dell'Arciconfraternita S. Maria Maggiore non ebbe varianti: l'Italia era impegnata nelle guerre di indipendenza e di unificazione del regno. L'Arciconfraternita non svolse, però, alcuna azione politica: si diede invece all'amministrazione della sua istituzione ed alla realizzazione di opere pie tanto necessarie per la popolazione immiserita dalla nuova carestia e dal colera. Sorsero le seguenti istituzioni: il Legato di Niccolò Cultrera in favore delle donzelle povere; il Monte dei pegni per i crediti mediante cauzione con pegni; ed altri istituti con fine di culto, mutuo soccorso, beneficenza, assistenza morale.
Dopo l'Unità d'Italia, con legge del 1862, fu fatto il nuovo Statuto. Esso stabiliva l'esclusivo fine religioso, il rispetto delle disposizioni governative, l'appartenenza dei Confrati al sesso maschile, cattolici e di buoni costumi, ed il numero limite di 100 unità. Lo scopo precipuo restava il mutuo soccorso in caso di bisogno e di malattia; sussidi, elemosine e medicinali erano elargiti ai poveri bisognosi del Comune. Il 30 marzo 1893 - festa del Giovedì Santo e 2º Centenario del terremoto dell'11 gennaio 1693- i Confrati portarono in processione il SS. Cristo alla Colonna nel Santuario della Cava e lo posero nella stessa Cripta dove nel IV secolo era stato venerato da S. Ilarione. Nella porta della Chiesa fu apposta una lapide commemorativa compilata dal Dott. Leontini Presidente dell'Arciconfraternita ("In segno di perpetua ricordanza del terremoto del 1693 nel secondo centenario la leggendaria Immagine del Cristo fra questi ruderi riportando Spaccaforno rigenerato questa lapide pose").
La legge del 1929 stabiliva il definitivo passaggio alle dipendenze dell'Autorità Ecclesiastica.

## Scopi
L'Arciconfraternita ha scopo di culto, formazione cristiana, assistenza e carità.
Si propone di promuovere nei confratelli una vita cristiana autentica, con la catechesi, gli esercizi di pietà, la frequenza ai sacramenti e all'eucaristia domenicale. Collabora validamente per il decoro del culto liturgico e la celebrazione delle feste religiose; promuove lo scambievole aiuto spirituale e materiale dei confratelli secondo lo spirito della carità evangelica. Provvede, da secoli, all'organizzazione della Festa del Giovedì Santo e di Maria SS. Assunta in Cielo, custodisce le antiche tradizioni, la loro osservanza e si impegna nel tramandarle intatte alle future generazioni.
Uno sforzo editoriale è stato quello con cui ha dato alle stampe un prezioso volume scritto dallo storico dell'arte Paolo Nifosì e intitolato La Basilica di Santa Maria Maggiore in Ispica. Le foto in esso contenute sono di Salvatore Brancati. Immancabile la presenza dell'Arciconfraternita S. Maria Maggiore ai Cammini Nazionali delle Confraternite organizzati dalla Confederazione delle Confraternite della Diocesi d'Italia, alla quale risulta iscritta.

## Processione del Giovedì Santo

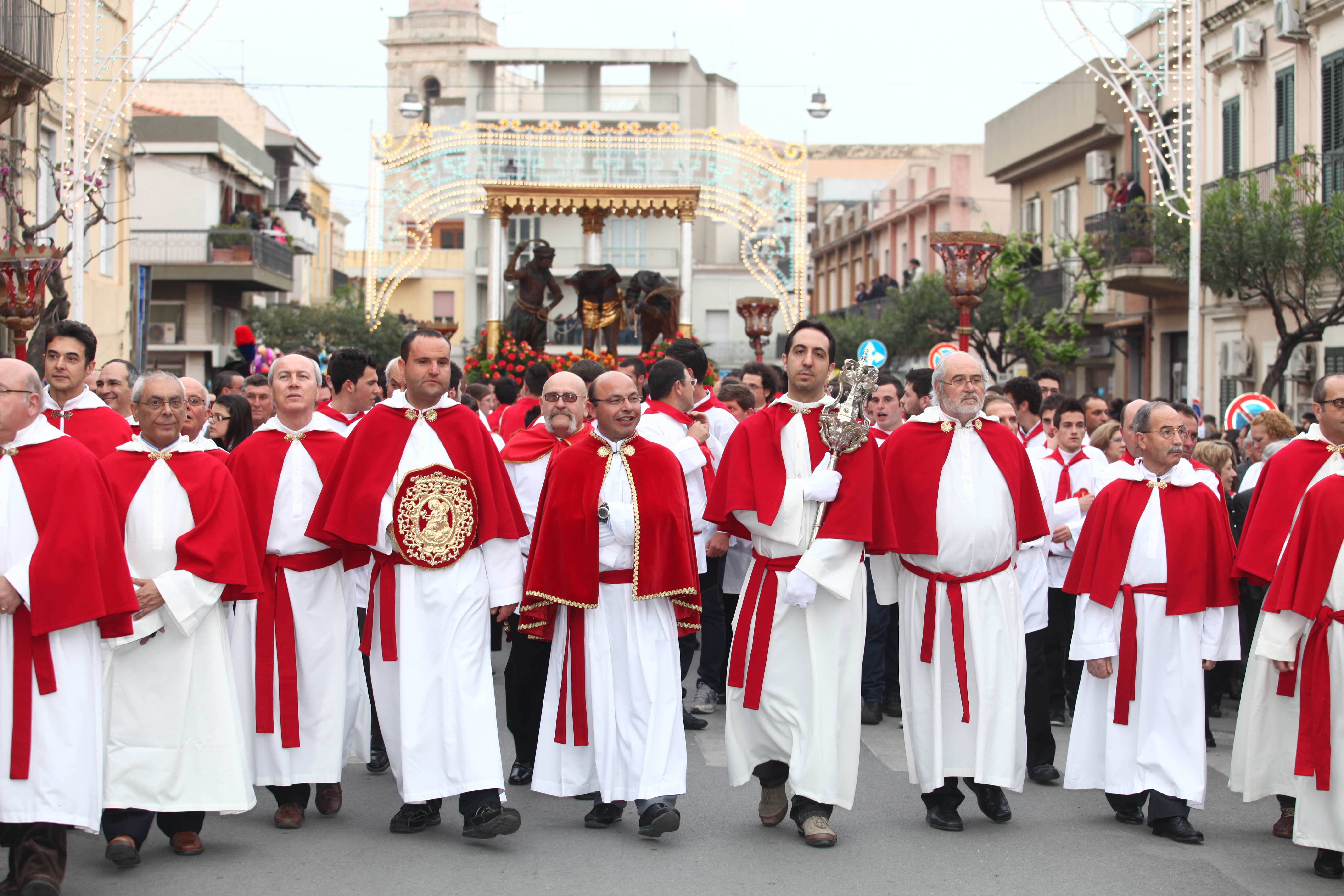
Processione Simulacro SS. Cristo alla Colonna - Giovedì Santo Ispica

Il Giovedì santo tutta l'attenzione è rivolta verso il Cristo alla Colonna, tradizionalmente chiamato U Patri a Culonna, traducibile come Il Padre Alla Colonna. La devozione dell'intero popolo ispicese la si può notare: dagli ex-voto in cera che quel giorno riempiono le navate della Basilica, dalle acclamazioni dei Confrati che vestono i loro abiti tradizionali e dai devoti dell'Associazione Cattolica Fazzoletti Rossi che si accalcano sotto le travi della vara per aggiudicarsi un posto per portare, da sempre rigorosamente a spalla, il Cristo Flagellato durante tutta la processione, e dal popolo che fino a notte inoltrata segue tutto lo svolgersi della processione con grande fede ed amore. La festa inizia alle 02.00 di notte con un pellegrinaggio Via Crucis animata dalla Chiesa rupestre di S. Maria presso la Cava, per concludersi alle ore 04.00 in punto davanti al portone centrale della Basilica S. M. Maggiore dove, al terzo bussare del Presidente dell'Arciconfraternita, si spalancano le porte ed il popolo, tra una nube di incenso, si predispone ai piedi della Cella per baciare l'altare del SS. Cristo e rendere Ringraziamento.
Alle ore 11,00 il sacerdote davanti alla porte chiuse della Cella grida per tre volte “Viva lu Patri”(”Viva il Padre”) e tutti i fedeli rispondono con il grido “Culonna”(“Alla Colonna”); al terzo grido le porte scivolano improvvisamente in basso e viene svelato l'antichissimo, artistico gruppo statuario del Cristo alla Colonna con ai suoi lati due Giudei tra le note disperate e struggenti della immensa, monumentale elegia funebre del Cristo Flagellato alla Colonna composta dall'Illustre compositore M° Bellisario. Dopo la celebrazione liturgica della “Coena Domini” e la reposizione del SS. Sacramento nel Sepolcro allestito per l'occasione, avviene “A Sciuta” (“l'uscita”), prevista per le ore 18,00, del Cristo alla Colonna, circondato da otto lanterne artisticamente decorate recate a mano, tra un bagno di folla in attesa all'esterno nel loggiato del Sinatra. Quindi inizia la lunga processione per le vie del paese. Suggestivo l'incontro, al Corso Garibaldi, con l'Addolorata. La processione si conclude a notte inoltrata tra lo sparo di fuochi pirotecnici e i giri del Simulacro all'interno della Chiesa con la risalita nella cella tra la commozione, il grido ed il pianto dei fedeli.